# Campionati europei di tiro da 10 metri 2025
I Campionati europei di tiro da 10 metri 2025 furono la 56ª edizione della competizione organizzata dalla Federazione europea di tiro. Si svolsero dall'1 al 13 marzo 2025 a Osijek, in Croazia. Hanno preso parte ai campionati 656 atleti in rappresentanza di 42 nazioni europee

## Podi

### Senior
| Evento               | Oro                                                                 | Punti  | Argento                                                                    | Punti  | Bronzo                                                             | Punti  |
| Uomini               |                                                                     |        |                                                                            |        |                                                                    |        |
| Pistola individuale  | Juraj Tuzinsky                                                      | 242,5  | Pavel Schejbal                                                             | 240,9  | Jason Solari                                                       | 217,4  |
| Carabina individuale | Serhij Kuliš                                                        | 252.0  | Ilia Marsov                                                                | 251.7  | Miran Maričić                                                      | 229.6  |
| Pistola solo         | Anton Aristarkhov                                                   | 15     | Yusuf Dikeç                                                                | 12     | Luca Joldea                                                        | 15 (B) |
| Carabina solo        | Zalan Pekler                                                        | 15     | Iistvan Marton Peni                                                        | 12     | Viktor Lindgren                                                    | 15 (B) |
| Pistola a squadre    | Rep. Ceca Pavel Schejbal Dubový Jindřich Pavel Svetlik              | 1729   | Italia Federico Nilo Maldini Paolo Monna Matteo Mastrovalerio              | 1728   | Ucraina Viktor Bankin Oleh Omel'čuk Pavlo Korostylov               | 1728   |
| Carabina a squadre   | Rep. Ceca Filip Nepejchal Aleš Entrichel Jiří Přívratský            | 1890.1 | Croazia Petar Gorsa Miran Maričić Josip Sikavica                           | 1888.8 | Austria Patrick Diem Martin Strempfl Thomas Mathis                 | 1885.3 |
| Carabina trio        | Norvegia Ole Martin Halvorsen Jon-Hermann Hegg Henrik Larsen        | 17     | Rep. Ceca Filip Nepejchal Aleš Entrichel Jiří Přívratský                   | 15     | Ungheria Soma Richard Hammerl Zalan Pekler Iistvan Marton Peni     | 17 (B) |
| Pistola trio         | Turchia Yusuf Dikec Ismail Keles Bugra Selimzade                    | 17     | Rep. Ceca Pavel Schejbal Dubový Jindřich Pavel Svetlik                     | 5      | Azerbaigian Elvin Astanov Zalan Pekler Vladislav Kalmikov          | 15 (B) |
| Donne                |                                                                     |        |                                                                            |        |                                                                    |        |
| Pistola individuale  | Sevval Ilayda Tarhan                                                | 240,8  | Zorana Arunovic                                                            | 238,7  | Miroslava Mincheva                                                 | 216,9  |
| Carabina individuale | Laura-Georgeta Ilie                                                 | 252.3  | Audrey Gogniat                                                             | 250.9  | Havran Aleksandra                                                  | 229.4  |
| Pistola solo         | Liubov Yaskevich                                                    | 15     | Elmira Karapetyan                                                          | 13     | Sevval Ilayda Tarhan                                               | 15 (B) |
| Carabina solo        | Jeanette Hegg Duestad                                               | 15     | Damla Kose                                                                 | 10     | Sheileen Waibel                                                    | 21 (B) |
| Pistola a squadre    | Francia Camille Jedrzejewski Céline Goberville Annabelle Pioch      | 1723   | Bulgaria Miroslava Mincheva Antoaneta Kostadinova Adiel Radoslavova Ilieva | 1714   | Turchia İlayda Tarhan Şimal Yılmaz Esra Bozabalı                   | 1711   |
| Carabina a squadre   | Norvegia Jeanette Hegg Duestad Mari Bårdseng Løvseth Amalie Evensen | 1896.9 | Ungheria Eszter Denes Mészáros Eszter Gitta Bajos                          | 1885.6 | Romania Laura-Georgeta Ilie Roxana Sidi Adriana Roberta Teodorescu | 1884.4 |
| Carabina trio        | Norvegia Jeanette Hegg Duestad Mari Bårdseng Løvseth Amalie Evensen | 16     | Svizzera Audrey Gogniat Chiara Leone Muriel Zueger                         | 12     | Polonia Izabella Kinga Dudek Julia Mikolowska Julia Ewa Piotrowska | 16 (B) |
| Pistola trio         | Turchia İlayda Tarhan Şimal Yılmaz Esra Bozabalı                    | 16     | Germania Monika Karsch Susanne Neisinger Doreen Vennekamp                  | 4      | Ucraina Yuliia Isachenko Viliena Bevz Olena Kostevyč               | 18 (B) |
| Misti                |                                                                     |        |                                                                            |        |                                                                    |        |
| Pistola a squadre    | Turchia İlayda Tarhan Yusuf Dikeç                                   | 16     | Rep. Ceca Viktorie Šindlerová Pavel Schejbal                               | 14     | Serbia Zorana Arunović Damir Mikec                                 | 17 (B) |
| Carabina a squadre   | Svizzera Audrey Gogniat Jan Lochbihler                              | 17     | Serbia Aleksandra Havran Aleksa Rakonjac                                   | 9      | Norvegia Jeanette Hegg Duestad Jon-Hermann Hegg                    | 16 (B) |

### Junior
| Evento               | Oro                                                                 | Punti  | Argento                                                                       | Punti  | Bronzo                                                              | Punti  |
| Uomini               |                                                                     |        |                                                                               |        |                                                                     |        |
| Pistola individuale  | Mikalai Yakuta                                                      | 240,4  | Maksym Himon                                                                  | 238,3  | Luca Joldea                                                         | 219,1  |
| Pistola solo         | Tunahan Tatoglu                                                     | 15     | Luca Joldea                                                                   | 14     | Akos Karoly Nagy                                                    | 15 (B) |
| Carabina individuale | Aleksa Rakonjac                                                     | 249,8  | Patrick Entner                                                                | 248,4  | Tommaso Roberto                                                     | 226,9  |
| Carabina solo        | Jesper Johansson                                                    | 15     | Florian Reinhard Beer                                                         | 9      | Stefan Agovic                                                       | 15 (B) |
| Pistola a squadre    | Italia Francesco Rutigliani Liang Xi Savorani Gabriele Aldo Villani | 1716   | Ucraina Maksym Himon Maksym Kaminskyy Ivan Martynov                           | 1708   | Romania Levente Matyas Bucsias Luca Joldea Constantin-Daniel Feraru | 1706   |
| Carabina a squadre   | Italia Luca Sbarbati Tommasco Roberto Edoardo Branchini             | 1877,3 | Ucraina Ivan Tkalenko Danylo Hrynkyk Oleksii Viatchini                        | 1874,7 | Austria Patrick Entner Kiano Waibel Johannes Kuen                   | 1870,1 |
| Carabina Trio        | Croazia Darko Tomasevic Luka Jambreus Toma Tadic                    | 16     | Germania Alexander Karl Luis Eichenseer Florian Reinhard Beer                 | 14     | Ucraina Ivan Tkalenko Danylo Hrynyk Oleksii Viatchin                | 16 (B) |
| Donne                |                                                                     |        |                                                                               |        |                                                                     |        |
| Pistola individuale  | Ilayda Nur Curuk                                                    | 235,0  | Aliaksandra Piatrova                                                          | 233.2  | Mariam Abramishvili                                                 | 212,1  |
| Pistola solo         | Mariam Abramishvili                                                 | 15     | Piatrova Aliaksandra                                                          | 14     | Lana Spirelja                                                       | 15 (B) |
| Carabina individuale | Theresa Luise Schnell                                               | 251,4  | Emely Jaeggi                                                                  | 251,2  | Pernille Nor-Woll                                                   | 229,1  |
| Carabina solo        | Elif Berfin Altun                                                   | 15     | Reka Toma                                                                     | 12     | Anastasija Zivkovic                                                 | 15     |
| Pistola a squadre    | Georgia Mariam Abramishvili Mariami Marshava Mariami Prodiashvili   | 1711   | Turchia Ilayda Nur Curuk Gulsunar Tarhan Tugba Bugur                          | 1691   | Lettonia Alise Dvariske Kristiana Agule Liva Krumina                | 1686   |
| Carabina a squadre   | Germania Theresa Luise Schnell Alyssa Ott Xenia Mund                | 1883,5 | Polonia Maja Magdalena Gawenda Wilhelmina Kalina Woskowiak Dominika Skarupska | 1880,9 | Serbia Anastasija Zivkovic Iva Rakonjac Ljiljana Cvetkovic          | 1879,4 |
| Carabina Trio        | Norvegia Pernille Nor-Woll Andrea Meldal Moen Synnoeve Berg         | 16     | Ucraina Kristina Ostapenko Sofiia Mykhailiuk Mariia Stashko                   | 10     | Germania Theresa Luise Schnell Alyssa Ott Xenia Mund                | 15 (B) |
| Misti                |                                                                     |        |                                                                               |        |                                                                     |        |
| Pistola a squadre    | Italia Allesandra Fait Francesco Rutigliani                         | 17     | Serbia Marta Novovic Marko Ninkovic                                           | 9      | Ucraina Yuliia Isachenko Maksym Himon                               | 16 (B) |
| Carabina a squadre   | Francia Manon Herbulot Romain Aufrère                               | 16     | Germania Theresa Luise Schnell Florian Reinhard Beer                          | 8      | Norvegia Pernille Nor-Woll Jens Olsrud Oestli                       | 17 (B) |

## Medagliere
| Posiz. | Nazione                     | Oro | Argento | Bronzo | Totale |
| ------ | --------------------------- | --- | ------- | ------ | ------ |
| 1      | Turchia                     | 8   | 2       | 2      | 12     |
| 2      | Norvegia                    | 4   | 1       | 3      | 8      |
| 3      | Atleti Individuali Neutrali | 3   | 3       | 0      | 6      |
| 4      | Italia                      | 3   | 1       | 1      | 5      |
| 5      | Germania                    | 2   | 4       | 1      | 7      |
| 6      | Rep. Ceca                   | 2   | 4       | 0      | 6      |
| 7      | Georgia                     | 2   | 0       | 1      | 3      |
| 8      | Francia                     | 2   | 0       | 0      | 2      |
| 9      | Ucraina                     | 1   | 4       | 4      | 9      |
| 10     | Serbia                      | 1   | 3       | 5      | 9      |
| 11     | Ungheria                    | 1   | 3       | 2      | 6      |
| 12     | Svizzera                    | 1   | 3       | 1      | 5      |
| 13     | Romania                     | 1   | 1       | 4      | 6      |
| 14     | Croazia                     | 1   | 1       | 2      | 4      |
| 15     | Svezia                      | 1   | 0       | 1      | 2      |
| 16     | Slovacchia                  | 1   | 0       | 0      | 1      |
| 16     | Armenia                     | 1   | 0       | 0      | 1      |
| 18     | Austria                     | 0   | 1       | 3      | 4      |
| 19     | Bulgaria                    | 0   | 1       | 1      | 2      |
| 19     | Polonia                     | 0   | 1       | 1      | 2      |
| 21     | Lettonia                    | 0   | 0       | 1      | 1      |
| 21     | Azerbaigian                 | 0   | 0       | 1      | 1      |
| Totale | Totale                      | 34  | 34      | 34     | 102    |

### Senior
| Posiz. | Nazione                     | Oro | Argento | Bronzo | Totale |
| ------ | --------------------------- | --- | ------- | ------ | ------ |
| 1      | Turchia                     | 4   | 2       | 2      | 8      |
| 2      | Norvegia                    | 4   | 0       | 1      | 5      |
| 3      | Rep. Ceca                   | 2   | 4       | 0      | 6      |
| 4      | Atleti Individuali Neutrali | 2   | 1       | 0      | 4      |
| 5      | Svizzera                    | 1   | 2       | 1      | 4      |
| 6      | Ungheria                    | 1   | 2       | 1      | 4      |
| 7      | Romania                     | 1   | 0       | 2      | 3      |
| 8      | Ucraina                     | 1   | 0       | 2      | 3      |
| 9      | Slovacchia                  | 1   | 0       | 0      | 1      |
| 9      | Francia                     | 1   | 0       | 0      | 1      |
| 11     | Serbia                      | 0   | 2       | 2      | 4      |
| 12     | Bulgaria                    | 0   | 1       | 1      | 2      |
| 12     | Croazia                     | 0   | 1       | 1      | 2      |
| 14     | Italia                      | 0   | 1       | 0      | 1      |
| 14     | Armenia                     | 0   | 1       | 0      | 1      |
| 14     | Germania                    | 0   | 1       | 0      | 1      |
| 17     | Austria                     | 0   | 0       | 2      | 2      |
| 18     | Polonia                     | 0   | 0       | 1      | 1      |
| 18     | Svezia                      | 0   | 0       | 1      | 1      |
| 18     | Azerbaigian                 | 0   | 0       | 1      | 1      |
| Totale | Totale                      | 18  | 18      | 18     | 54     |

### Junior
| Posiz. | Nazione                     | Oro | Argento | Bronzo | Totale |
| ------ | --------------------------- | --- | ------- | ------ | ------ |
| 1      | Turchia                     | 3   | 1       | 0      | 4      |
| 2      | Italia                      | 3   | 0       | 1      | 4      |
| 3      | Germania                    | 2   | 3       | 1      | 6      |
| 4      | Georgia                     | 2   | 0       | 1      | 3      |
| 5      | Atleti Individuali Neutrali | 1   | 2       | 0      | 3      |
| 6      | Serbia                      | 1   | 1       | 3      | 5      |
| 7      | Norvegia                    | 1   | 0       | 2      | 3      |
| 8      | Croazia                     | 1   | 0       | 1      | 2      |
| 9      | Svezia                      | 1   | 0       | 0      | 1      |
| 9      | Francia                     | 1   | 0       | 0      | 1      |
| 11     | Ucraina                     | 0   | 4       | 2      | 6      |
| 12     | Romania                     | 0   | 1       | 2      | 3      |
| 13     | Austria                     | 0   | 1       | 1      | 2      |
| 13     | Ungheria                    | 0   | 1       | 1      | 2      |
| 15     | Svizzera                    | 0   | 1       | 0      | 1      |
| 15     | Polonia                     | 0   | 1       | 0      | 1      |
| 17     | Lettonia                    | 0   | 0       | 1      | 1      |
| Totale | Totale                      | 16  | 16      | 16     | 48     |